# Poultry Science
Poultry Science is een internationaal, aan collegiale toetsing onderworpen wetenschappelijk tijdschrift op het gebied van de pluimveehouderij. De naam wordt in literatuurverwijzingen meestal afgekort tot Poultry Sci. Het wordt uitgegeven door Poultry Science Association namens de Poultry Science Association en verschijnt maandelijks.